# 7 Korpus (austro-węgierski)

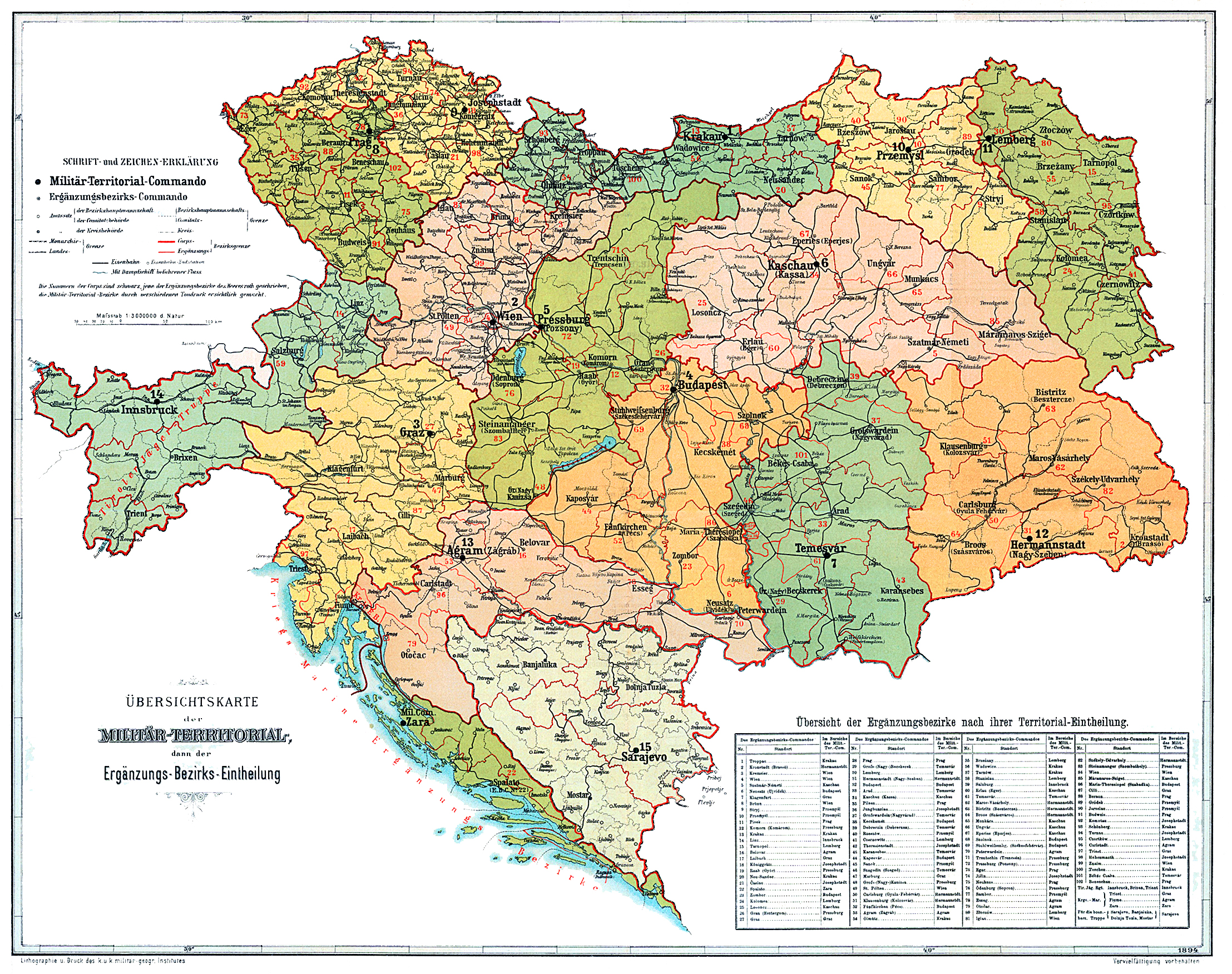
Wojskowy podział terytorialny Monarchii Austro-Węgier w 1894

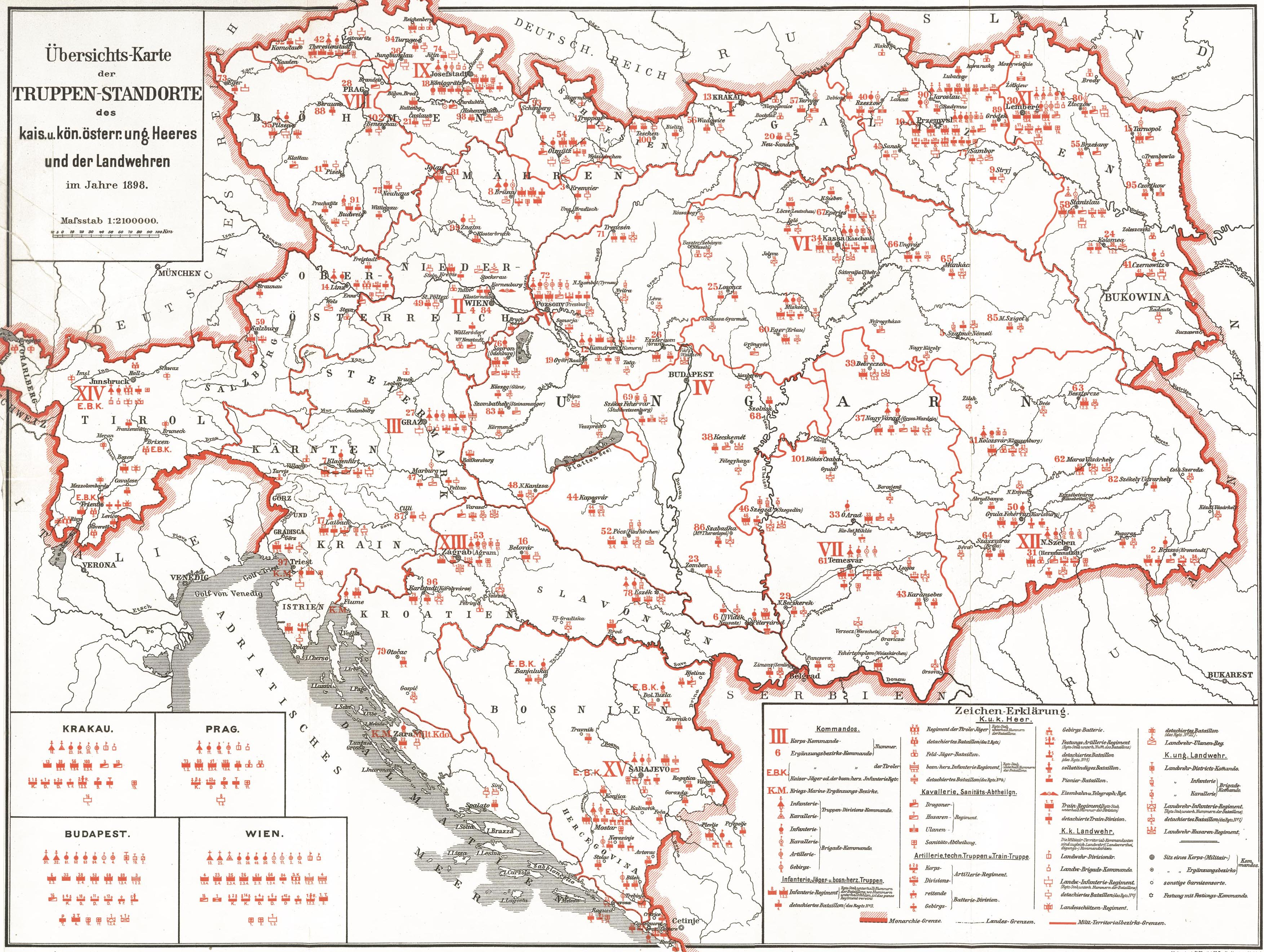
Dyslokalizacja sił zbrojnych Monarchii Austro-Węgier w styczniu 1898

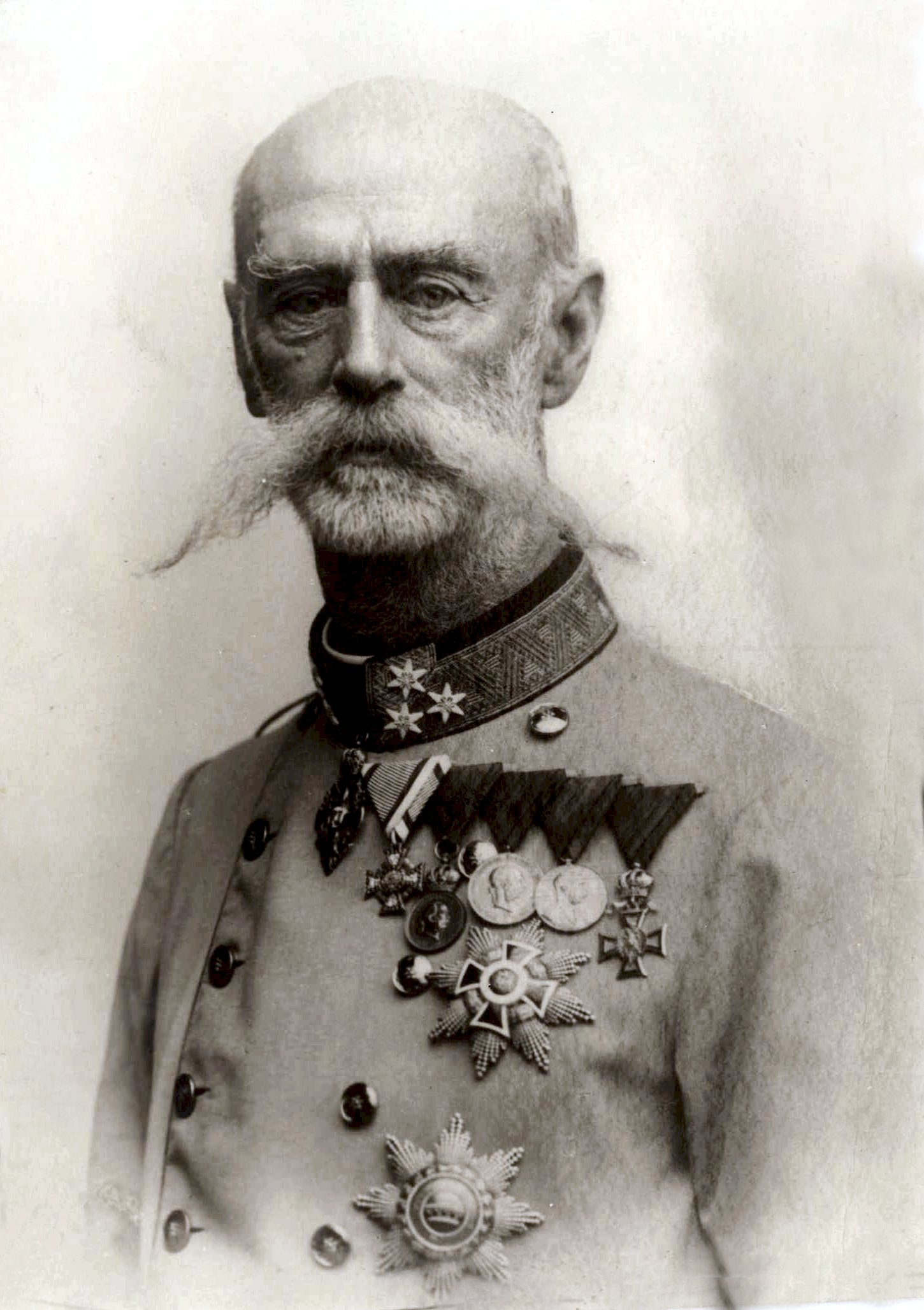
FZM Johann Baptist von Waldstätten

7 Korpus – (niem. 7. Korps) – wyższy związek taktyczny cesarskiej i królewskiej Armii z komendą w Temeszwarze (obecnie miasto w zachodniej Rumunii).
W styczniu 1883 roku na bazie Komendy Wojskowej w Temeszwarze, podległej Dowództwu Generalnemu w Budapeszcie, została utworzona Komenda 7 Korpusu. Na stanowisko komendanta korpusu został wyznaczony FML Christoph von Degenfeld-Schonburg, dotychczasowy zastępca komendanta wojskowego w Temeszwarze i komendant XXXIV Dywizji Piechoty.
7 Korpus obejmował swoją właściwością terytorialną okręgi uzupełnień nr: 29, 33, 37, 39, 43, 46 i 61, które dotychczas były podporządkowane Komendzie Wojskowej w Temeszwarze oraz nowo utworzone okręgi uzupełnień nr 83 i 101.

## Organizacja i obsada personalna korpusu w sierpniu 1914
- Komenda 7 Korpusu niem. 7. Korpskommando
- 17 Dywizja Piechoty
  - komendant dywizji – FML Johann Ritter von Henriquez
  - 33 Brygada Piechoty – generał major Aurel von le Beau
  - 34 Brygada Piechoty – generał major Blasius Dáni von Gyarmata
  - 17 Brygada Artylerii Polowej – generał major Adalbert von Felix
- 34 Dywizja Piechoty
  - komendant dywizji – marszałek polny porucznik Joseph Ritter Krautwald von Annau
  - 67 Brygada Piechoty – generał major Wilhelm von Lauingen
  - 68 Brygada Piechoty – generał major Ludwig Edler von Rössler
- 1 Dywizja Kawalerii – generał major Artur Freiherr Peteani von Steinberg
- 7 Brygada Artylerii Polowej – pułkownik Heinrich Marx
- Dywizjon Taborów Nr 7 – major Fryderyk Stampf

## Kadra
Komendanci korpusu i generałowie dowodzący
(niem. Korpskommandant und Kommandierender General)
- FML / gen. kawalerii Christoph von Degenfeld-Schonburg (1883[2] – 1889)
- FZM Johann Baptist von Waldstätten (1889 – 1898 → generalny inspektor wojsk)
- FML generał piechoty Otto Meixner von Zweienstamm (1912 – 1914[3])

Generałowie przydzieleni
(niem. Zugeteilter General)
- gen. mjr Eduard Karress (1914[3])

Szefowie Sztabu Generalnego
(niem. Generalstabschef)
- płk SG Joseph Schilhawsky von Bahnbrück (1912 – 1914[3])

Szefowie intendentury
- starszy intendent wojskowy 1. klasy Karl Zerbes (1914[3])

Szefowie sanitarni
- starszy lekarz sztabowy 1. klasy Koloman Gömöry (1914[3])
- starszy lekarz sztabowy 1. klasy Henryk Rump (1918)